# Alle mijn gepeis doet mij zo wee
Alle mijn gepeis doet mij zo wee is een volkslied dat teruggaat tot minstens de zestiende eeuw. Het betreft een liefdeslied of liefdesklacht. De geliefde heeft de minnaar verlaten en deze is daar zeer bedrukt over. Kwaadsprekerij door jaloerse lieden is blijkbaar de oorzaak van deze tragedie.

## Oudste vindplaatsen van het liedje
De oudst overgeleverde bron met dit lied volgens de Nederlandse Liederenbank van het Meertens Instituut is een muziekboek uit ca. 1535, Lieder zu 3 und 4 Stimmen, waarschijnlijk gedrukt door C. Egenolff (Frankfurt am Main). Hier wordt als incipit gegeven: 'Alle mijn gepeijs doet mij soe wee'. Ook in het muziekboek Tricinia. Tum veterum tum recentiorum in arte musicae symphonistorum, latina, germanica, brabantica & gallica van 1542 (uitgegeven door G. Rhaw, Wittenberg) is de muziek afgedrukt. De incipit luidt hier: 'Alle myn gepeis doet my so we / wien sal ic clagen myn verdriet'.
De gehele tekst (zonder muzieknotatie) is voor het eerst afgedrukt in het bekende Antwerps liedboek (Antwerpen, 1544). Hier wordt het aangeduid als 'Een nyeu liedeken'. In de zestiende eeuw is het in zo'n 10 muziek- en liedboeken terug te vinden, waaronder het Aemstelredams, Amoreus lietboeck (Amsterdam, 1589)
Daarna wordt het pas in de twintigste eeuw weer opgenomen in Het oude Nederlandsche lied (deel 1), samengesteld door Florimond van Duyse (1903), die teruggrijpt op het Antwerps liedboek.

## Tekst
De tekst luidt, in het Middelnederlands:
1.
Alle mijn gepeys doet mi so wee,
wien so sal ick claghen mijn verdriet?
Die liefste en acht op mi niet meer,
eylacen, wat is mi geschiet!
Ic mach wel segghen: tis al om niet,
dat ick aldus labuere;
dies wil ic singhen een vrolick liet,
verlanghen, ghi doet mi trueren.
2.
Moetic nu derven die liefste mijn,
so moet ic trueren tot inder doot;
haer eerbaer wesen, haer claer aenschijn,
dat brengt mi nu in lijden groot.
Helpt mi, schoon lief, wt deser noot,
en wilt mi daer niet in laten,
wat ic vermach, schoon roose root,
dat comt u al te baten.
3.
Die goede ghestadige minne draecht,
ende daer hi dan wort bedroghen,
gheclaecht met twee beweenden ooghen;
men mach wel segghen: tis grote pijn,
diet minnen niet en can ghelaten;
nochtans coemt hem, al inden armen zijn,
sijn lief tot zijnder baten.
4.
Gaef si mi nu een troostelijck woort,
so waer mijn trueren al ghedaen:
mer lacen, neen si, noch gheen confoort
en can ic van die alderliefste ontfaen.
Dat sal mi costen menighen traen,
mach ic gheenen troost van haer verwerven.
Schoon lief, wilt mi in staden staen,
van rou so moet ic anders sterven.
5.
Dat goede ghestadige minnaers zijn,
wacht u van quade niders tongen:
si zijn veel arger dan fenijn,
dan quade slangen hare iongen;
want daer dese nijders zijn versaemt, 
si en connens niet ghedogen;
al en doetmen anders nyet dant wel betaemt
si aensient met valschen oghen.
6.
Dese nijders zijn argher dan fenijn,
dese quade, valsche clappaerts tonghen,
als si vruecht aensien, dat doet hem pijn,
si hebbent haest ghesonghen.
Ic mach wel segghen: droeven schijn,
ende claghen boven maten;
daer om so truert dat herte mijn,
der nijders valsche daden.
7.
Dit is ghedaen om drucx verslaen
met cleynder conste so ist begonnen;
ja, dit vermaen wilt wel verstaen,
dit wil ick alle minnaers ionnen:
planteyt van ghelt in zijn gewelt,
sijn lief tot zijnder erven.
Vry onghequelt mijn vruechde smelt,
die liefste moet ick derven!

Modern Nederlands
1.
Al mijn gepeins (gepieker) doet mij zo wee (pijn).
Wie zo zal ik klagen mijn verdriet?
Die liefste en acht op mij niet meer.
Eilasen (helaas), wat is mij geschied?
Ik mag wel zeggen: 't is al om niet
dat ik aldus labeure (tob).
Dies wil ik zingen een vrolijk lied
verlangen, gij doet mij treuren.
2.
Moet ik nu derven die liefste mijn
zo moet ik treuren tot in der dood.
Haar eerbaar wezen, haar klaar aanschijn
dat brengt mij nu in lijden groot.
Helpt mij, schoon lief, uit dezer nood
en wilt mij daar niet in laten.
Wat ik vermag, schoon roze rood
dat komt u al te baten.
3.
Die goede, gestadige minne draagt
ende daar hij dan wordt bedrogen
voor Gode moet dat zijn geklaagd
met twee beweenden ogen.
Men mag wel zeggen: 't is grote pijn
die 't minnen niet en kan gelaten.
Nochtans komt hem al in den armen zijn
zijn lief tot zijnder baten.
4.
Gaf zij mij nu een troostelijk woord
zo ware mijn treuren al gedaan.
Mer lasen, neen zij (maar helaas, dat doet zij niet), nog geen confoort
en kan ik van die alderliefste ontvaan.
Dat zal mij kosten menigen traan
mag ik genen troost van haar verwerven.
Schoon lief, wilt mij in staden staan (helpen)
van rouw zo moet ik anders sterven.

## Bewerkingen
De tekst komt in verschillende versies voor. Zoals in die tijd gebruikelijk, werd de tekst ook omgevormd voor religieus gebruik. Een bijbels thema, of een boetedoening, wordt dan beschreven, zoals in Een devoot ende profitelyck boecxken (Antwerpen, 1539), met afwijkende melodie.
Alle mijn gepeys doet mi so wee,
Wie sal ick clagen mijn verdriet?
Die sonde en wilt van mi niet scheen,
Ay lacy, wat is mi ghesciet.
Al pooge icker om, this al om niet;
Si is altijt in mi-nen ooghen.
Dus moet ick singen dit druckelijc liet,
Och sonde, ghi doet mi dooghen.
De tekst van het liefdeslied werd in 1983 op meerstemmige muziek gezet door Vic Nees in de bundel Zoete Merronton.